# Pale Blue Eyes
Ne doit pas être confondu avec The Pale Blue Eye.
Pistes de The Velvet Underground
Some Kinda Love
(3) Jesus
(5)
Pale Blue Eyes est une chanson écrite et chantée par Lou Reed et interprétée par The Velvet Underground. Cette chanson fait partie de l'album de 1969 du groupe The Velvet Underground.
Malgré son nom, Pale Blue Eyes a été écrite à propos de quelqu'un dont les yeux étaient noisette, comme le note Reed dans son livre Between Thought and Expression. La chanson aurait été inspirée par Shelley Albin, le premier amour de Reed, qui à l'époque était mariée à un autre homme.

## Membres
- Lou Reed - voix principale, guitare électrique
- Doug Yule - basse, orgue Hammond, chœurs
- Sterling Morrison - guitare électrique, chœurs
- Maureen Tucker - tambourin

## Dans la culture populaire
Une version instrumentale de la chanson a été utilisée dans le film 2007 de Julian Schnabel, Le Scaphandre et le Papillon. La chanson a également été utilisée dans une scène du film August 2008 , ainsi que dans Adventureland en 2009  mais aussi dans le film de 2000 À la verticale de l'été et dans le film Regular Show : Le Film de 2015.
La chanson est le fil rouge du film romantique The Contact de 1997, dans lequel un DJ de radio reçoit un colis anonyme contenant l’album The Velvet Underground et joue Pale Blue Eyes dans l’espoir de renouer avec son ancienne amante.
La chanson et la version LP de l'album ont toutes deux été présentées dans un épisode de la sitcom sud-coréenne 2009-2010 High Kick Through the Roof . Les personnages Shin Sekyung (Shin Se-Kyung) et Lee Jihoon (Daniel Choi) ont écouté la chanson à plusieurs reprises dans un bar à disques et un café que Jihoon avait souvent fréquentés à l'université. Plus tard, Sekyung a acheté le disque en souvenir; dans un épisode ultérieur, elle a donné le disque à Jihoon comme cadeau d'anniversaire.
The Killers ont rendu hommage à Lou Reed le jour de son décès en interprétant cette chanson lors de la première édition du festival Life is Beautiful à Las Vegas.
Aziz Ansari a utilisé cette chanson dans son émission télévisée spéciale pour Netflix 2019, Aziz Ansari: Right Now.
Cette chanson est utilisée dans le film Perfect Days de Wim Wenders (2023).

## Reprises
La chanson est reprise en 2024 par la chanteuse autrichienne Soap&Skin, pour son album TORSO.